# ياكاليلو
ياكاليلو هي أغنية لمجموعة نوماد صدرت في ماوي 1998 . الأغنية هي الأولى من ألبوم Better World، كتبها لوران دافوريو وفيليب جاككو وإيرل تالبوت وأنتجها فيليب جاككو. هي النجاح الوحيد للفرقة وأصبحت واحدة من أفضل نجاحات صيف 1998 في أوروبا، وفي المرتبة الثانية في فرنسا. وبحسب حميدو تقجوت، فإن ياكاليلو لا يعني شيئًا، صور الألبوم في الصحراء المغربية بأرفود بمنطقة مكناس تافيلالت.
صور مقطع «ياكاليلو 2018 بعد 20 عامًا» في بيزانسون، فرنسا، شيكاغو، غيرنسي، والجزائر العاصمة. يضم أعضاء المجموعة بعد 20 عامًا حول حفلة صيفية مع الأصدقاء.

## شهادة
| المنطقة                                                          | شهادة          | الوحدات المصدقة/مبيعات |
| ---------------------------------------------------------------- | -------------- | ---------------------- |
| فرنسا (SNEP)                                                     | - شهادة موسيقى |                        |
| *المبيعات بناء على الشهادة وحدها ^الشحنات بناء على الشهادة وحدها |                |                        |